# Ryno Rockers
Ryno Rockers bildades i Enviken 1974, och anses av många vara ett av de mest genuina band som spelade 50-talsrock under 1970- och 1980-talet.
Från starten har kapellmästaren Ryno Erikols, samt Lars-Rune Wikström och Michael Wikström varit med till 2005 då Ryno Rocckers gjorde sin hittills sista spelning.

## Diskografi
Album
- 1979 – Good rockin' tonight (Marilla, MALP-1047)
- 1980 – Rockin' 'n' shakin' (Marilla, MALP-1052)
- 1980 – Rockabilly bop (Scana, SCANACD 8541)
- 2000 – Still rocking (Enviken, ENREC CD 106)

Singlar
- 1978 – "Right Behind You Baby" / "Till I Waltz Again With You" (Roldex)[2]
- 2004 – "My Heart is Acin' for You" / "I'm Gonna Find You" (Enviken, ENRECS 1)[3]